# Sporoschisma uniseptatum
Sporoschisma uniseptatum är en svampart som beskrevs av Bhat & W.B. Kendr. 1993. Sporoschisma uniseptatum ingår i släktet Sporoschisma och familjen Chaetosphaeriaceae.   Inga underarter finns listade i Catalogue of Life.